# Pittsboro (Missisipi)
Pittsboro – wieś w Stanach Zjednoczonych, w stanie Missisipi, w hrabstwie Calhoun.